# 瓦尔德纳布河畔诺伊斯塔特
瓦尔德纳布河畔诺伊斯塔特是德国巴伐利亚州的一个市镇。总面积9.94平方公里，总人口5809人，其中男性2804人，女性3005人（2011年12月31日），人口密度584人/平方公里。